# Lithops werneri
Lithops werneri (Schwantes & H.Jacobsen, 1951) è una pianta della famiglia delle Aizoaceae, endemica della Namibia.

## Conservazione
La Lista rossa IUCN classifica Lithops werneri come specie vulnerabile.